# Mastigiidae
Mastigiidae es una familia de medusas del orden Rhizostomae.

## Lista de géneros
Según el ITIS:
- Mastigias L. Agassiz, 1862
- Mastigietta Stiasny, 1921
- Phyllorhiza L. Agassiz, 1862